# Bochil (kommun)
Bochil är en kommun i Mexiko.   Den ligger i delstaten Chiapas, i den sydöstra delen av landet, 700 km öster om huvudstaden Mexico City. Antalet invånare är 30 642. Arean är 373 kvadratkilometer.
Terrängen i Bochil är bergig norrut, men söderut är den kuperad.
Följande samhällen finns i Bochil:
- Bochil
- Luis Espinoza
- Yerbabuena Isbontick
- Tierra Colorada
- Venustiano Carranza
- Llano Grande
- San Pedro el Achiote
- El Amate
- Las Lagunas
- La Naranja
- Santa Cruz Niho
- Emiliano Zapata
- La Cañada
- San José Mujular
- Shashalpa
- Pomiló
- Andulio Gálvez
- San Antonio la Pitahaya
- Sitetic
- San José el Edén
- Argentina
- Guadalupe
- Pocito Caulote
- Los Pinitos
- Nueva Esperanza
- El Mirador
- San Gregorio
- Agua Bendita
- El Cerro
- La Libertad
- Plan de Ayala
- El Chuchis